# Oscar Töringe
Nils Oscar Edwin Töringe, född 15 juni 1983 i Södertälje församling, Stockholms län, är en svensk skådespelare.

## Biografi
Töringe är son till författaren Sanna Töringe och skådespelaren Anders Granström. Han är uppväxt i Lund och utbildade sig till skådespelare vid Fridhems folkhögskola och Teaterhögskolan i Stockholm 2009–2012.
År 2021 spelade han en av huvudrollerna i SVT:s dramaserie Tunna blå linjen. Samma år porträtterade han Carl Bernadotte i den norska serien Atlantic crossing. År 2022 medverkade Töringe i långfilmen Comedy Queen, en roll som ledde till att han nominerades till Guldbaggen för bästa manliga huvudroll inför Guldbaggegalan 2023.
Töringe har tre barn tillsammans med skådespelaren Rakel Benér. Paret separerade 2024.

## Filmografi i urval
- 2015 – Arne Dahl: Himmelsöga (TV-serie)
- 2016–2017 – Syrror (TV-serie)
- 2018 – Beck – den tunna isen (TV-serie)
- 2018 – Maria Wern – Jord ska du åter vara (TV-serie)
- 2020 – Top Dog (TV-serie)
- 2020 – Min pappa Marianne
- 2021–2024 – Tunna blå linjen (TV-serie)
- 2021 – Atlantic crossing (TV-serie)
- 2021 – Den osannolika mördaren (TV-serie)
- 2022 – Comedy Queen
- 2022 – UFO Sweden
- 2022 – Tack för senast
- 2023 – Limbo (TV-serie)
- 2024 – Allt och Eva (TV-serie)
- 2024 – Baby Fever (TV-serie)
- 2025 – Glaskupan (TV-serie)

## Teater

### Roller
| År   | Roll  | Produktion                                           | Regi                 | Teater                   |
| ---- | ----- | ---------------------------------------------------- | -------------------- | ------------------------ |
| 2022 | Oscar | Alltid vara vi Alexander Mørk-Eidem och Lisa Östberg | Alexander Mørk-Eidem | Kulturhuset Stadsteatern |